# Mooney's Bay (métro léger d'Ottawa)
Mooney's Bay est une station de train léger située à Ottawa, Ontario (Canada). Elle est située sur la ligne 2 du réseau O-Train.

## Emplacement
La station est située sous l'échangeur entre la promenade Airport, l'avenue Bronson et le chemin Heron, sur le campus de bureaux gouvernementaux de Confederation Heights, comprenant notamment les édifices patrimoniaux Sir-Charles-Tupper (en) et Edward-Drake (en).
En plus de Confederation Heights, la station dessert également les quartiers adjacents de Billings Bridge (en), dans le district Capitale (en), et de Riverside Park (en), dans le district Rivière (en),.

## Histoire

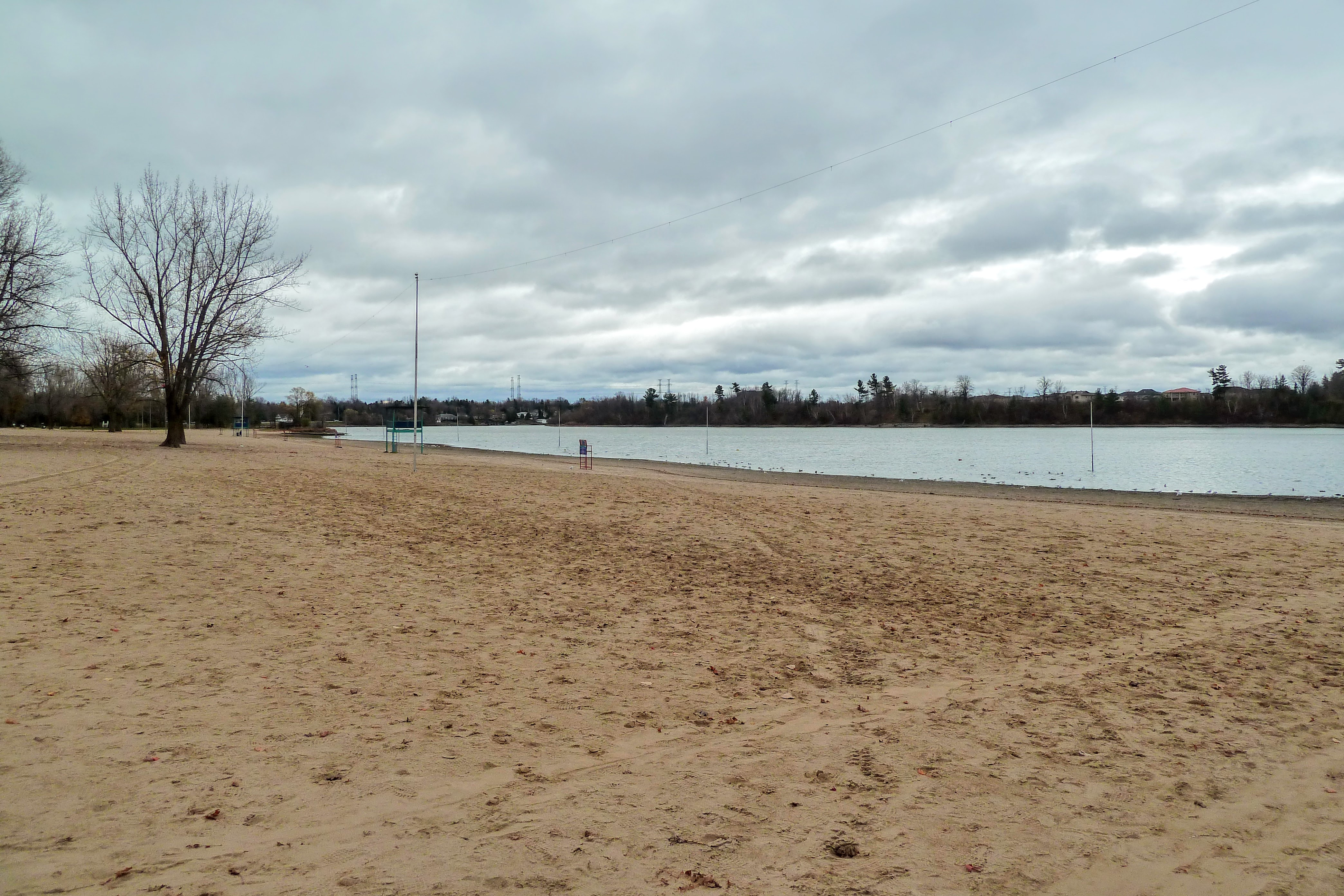
La station tire son nom d'une baie sur la rivière Rideau.

### Toponymie
La station est nommée d'après une baie sur la rivière Rideau. La baie tire elle-même son nom de Patrick Mooney, qui tenait un hôtel devant la berge à la fin du XIXe siècle. Le nom est en usage à partir de 1897.
À la mise en service de l'O-Train, la station porte le nom de « Confederation » d'après le secteur dans lequel elle se trouve, Confederation Heights. Le 24 décembre 2017, la station est rebaptisée « Mooney's Bay » pour éviter toute confusion avec la ligne de la Confédération, ouverte deux ans plus tard,,.

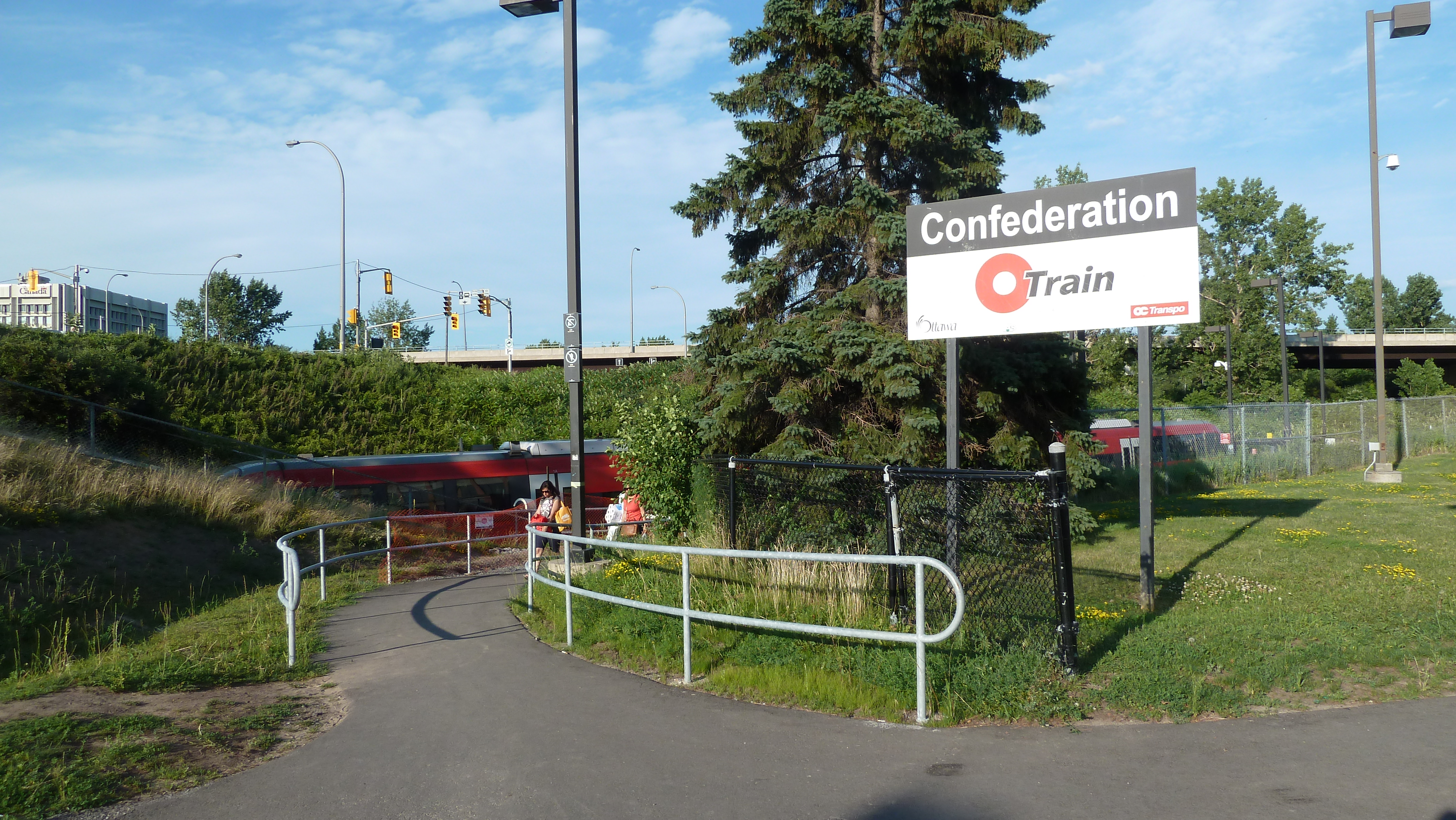
La station est d'abord nommée « Confederation ».

### Construction
Les travaux d'immobilisation pour l'ensemble du projet pilote d'O-Train entraînent une dépense de 21 M$ pour la ville d'Ottawa,. La station est inaugurée le 15 octobre 2001,. Après un an de service, la station Confederation est la station la moins achalandée de la ligne.
En 2014, des travaux majeurs sont annoncés pour pérenniser la ligne, notamment en ajoutant des édicules munis de salle de contrôle aux stations. Les salles de contrôles comprennent des portillons d'accès avec lecteur de carte à puce permettant l'introduction d'un nouveau mode de paiement. Les édicules sont inaugurés en novembre 2017.

## Aménagement
Le quai latéral est aménagé sous le niveau de la rue. Le quai est accessible par un petit édicule formé composé d'une salle de contrôle comprenant des tourniquets. Depuis l'édicule, un escalier et un sentier permettent de rejoindre le chemin Heron et les quais d'autobus qui s'y trouvent.